# Croche (sport de combat)
Pour les articles homonymes, voir Croche.
La croche est un sport de combat originaire de l'île de La Réunion, un département d'outre-mer français dans l'océan Indien.

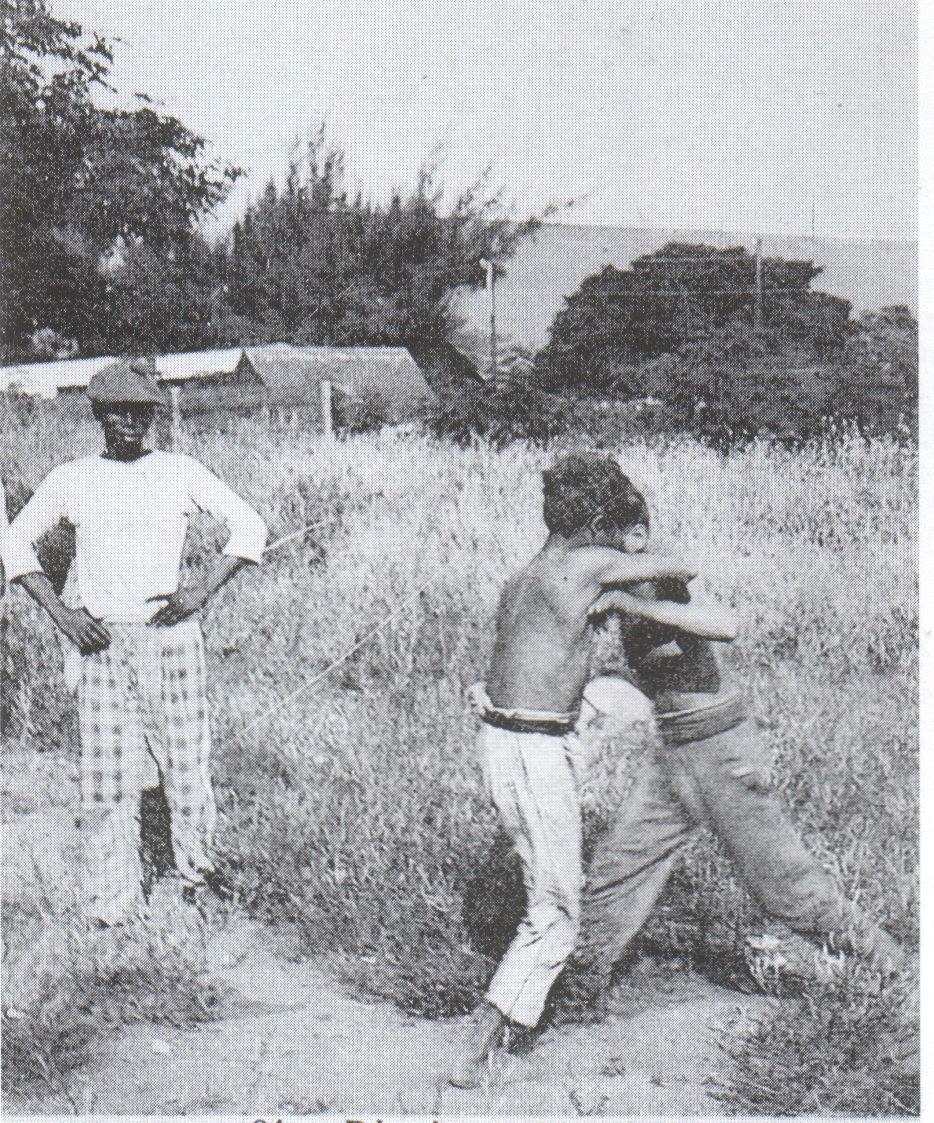
carte postale datant de 1905, cliché de Hibon, collection Angelin

## Historique

### Origines
Les chercheurs estiment que la discipline est endémique de la Réunion; c'est-à-dire qu'elle n'aurait pas été importée, ni d'Europe (via les colons français arrivés sur l'île dès le XVIIe siècle), ni d'Afrique (via les esclaves arrachés à Madagascar ou à la côte est du continent africain), ni d'Asie (via les engagés indiens ou les commerçants chinois). 
Elle serait née au moins au XIXe siècle parmi les groupes d'enfants et d'adolescents qui souhaitaient naturellement se mesurer. Elle se pratiquait spontanément sur l'herbe, pour les habitants des Hauts, ou sur le sable, pour les habitants du bord de mer.

### Renaissance récente
L’expression « La Croche » est entrée dans les dictionnaires de créole et les ouvrages sur l’histoire de la Réunion, grâce au travail d'une poignée de défenseurs des luttes traditionnelles.
Parmi ces passionnés, Jérôme Sanchez, Frédéric Rubio et Patrick Blanca, notamment, ont collecté des témoignages et effectué des recherches historiques afin d’écrire un ouvrage de référence (historique de la discipline, fiches techniques illustrées et méthode d'enseignement), mais aussi pour pratiquer à nouveau ce sport « lontan » et le transmettre aux générations futures. 
En s’appuyant sur la tradition orale, c’est-à-dire sur les « bibliothèques vivantes » que sont les anciens (les « gramounes » comme on dit à la Réunion), la mémoire collective a pleinement fonctionné.
La discipline qui avait disparu dans le courant des années 1970, totalement submergée par les sports venus de l’extérieur, est à nouveau pratiquée dans plusieurs clubs de Saint-Paul mais aussi d'autres communes de l'île de la Réunion et de Maurice. Ses pratiquants vont des tout jeunes enfants (à partir de 5-6 ans) jusqu'aux adultes.
Le passage du flambeau a bien eu lieu.

## Du jeu ancestral au sport moderne

### Reconnaissance
Le Comité Régional de Lutte de la Réunion a reconnu la croche comme « lutte traditionnelle » en 2005.
Grâce au livre La croche - Lutte traditionnelle réunionnaise paru aux éditions Azalées en 2006, la discipline a ensuite été présentée (et applaudie) lors de l'assemblée générale de la Fédération Française de Lutte en 2006.
Comme ce livre est également préfacé par Raphaël Martinetti, président de la FILA, la Fédération Internationale des Luttes Associées, qui appuie la diffusion des luttes olympiques sur le socle des luttes traditionnelles, « la croche » a également acquis le statut officiel de « lutte traditionnelle » parmi les quelque 250 recensées par la FILA.
En octobre 2009, « la croche » a été présentée à l'Université de la Réunion lors d'une conférence dans le cadre de la Journée Créole. L'occasion de faire découvrir ce jeu « longtemps » aux étudiants d'aujourd'hui. 

En janvier 2012, la croche a atteint une première dimension internationale en réunissant des compétiteurs de quatre îles différentes de l'Océan Indien : Réunion, Maurice, Rodrigues et Madagascar.
En mai 2014, une Confédération de l'Océan Indien de Croche est fondée à l'île Maurice, à la suite de la 2e édition des championnats de l'Océan Indien de Croche. Cette Confédération réunit plusieurs fédérations nationales et ligues régionales, ayant participé à cette compétition, en présence du Ministre de la Jeunesse et des Sports Satyaprakash Ritoo et du président du Comité Olympique mauricien Philippe Hao Thyn Voon.. 
En octobre 2014, après que certains cadres du Comité régional de lutte de la Réunion aient tenté de modifier la règlementation de la croche pour la "luttiviser", les clubs de croche prennent leur indépendance et fondent la Ligue de Croche. La croche est désormais un sport à part entière et non une simple discipline parmi d'autres luttes, olympiques ou pas. Et en 2015, la Ligue de Croche est admise au CROS-Réunion comme "sport identitaire".   
À compter de la saison 2015/16, le sport "la croche" se décline en deux styles : sans frappe (qui représentait la majorité des pratiquants traditionnels) et avec frappes (2e style surnommé en créole : la "croche bataille" ou "kros batay", selon l'orthographe étymologique ou phonétique). 

### Compétitions
1- Niveau régional
Au terme de 5 compétitions officielles à cheval sur deux saisons sportives (2006/2007 et 2007/2008), les premiers champions de la Réunion de croche ont enfin été désignés (le 1/06/08). Étant donné que les règles sont à la croisée des chemins de tous les sports de préhension, et d'une très grande simplicité (projections = 1 point, immobilisations = 1 point), des représentants de plusieurs disciplines différentes ont participé. 
Voici les podiums des 1ers Championnats de la Réunion (2008):
120 kg
1. Emmanuel Sénardière (par ailleurs vainqueur des Jeux des Îles de l'Océan Indien 2007 en lutte libre)
2. Jean-Pierre Tarley (crocheur)
3. Alexandre Hoarau (judoka)

96 kg
1. Yves "Charlie" Preira (par ailleurs vainqueur du Tournoi Régional de Grappling 2008)
2. Lionel Sanchez (samboïste)
3. David Fraumens (free-fighter)

84 kg
1. Boris Gamel (judoka et samboïste)
2. Johny Adelin (par ailleurs champion de la Réunion de lutte gréco-romaine 2008)
3. Pascal Puylaurent (grappler)

74 kg
1. Aurélien Fosse (gymnaste et free-fighter)
2. David Vidot (judoka et samboïste)
3. Brian Imize (judoka et samboïste)

66 kg
1. Wilfrid Sellaye (par ailleurs multiple champion de la Réunion de lutte libre, dont en 2007, et de lutte gréco-romaine, dont en 2008)
2. Rafaël Alexandrino (free-fighter)
3. Patrice Parmanum (grappler)

60 kg
1. Tony Verbard (crocheur)
2. Alexis Bour (judoka et samboïste)
3. Eddy Philogène (free-fighter)

55 kg
1. Stéphane Gaudens (crocheur)

2- Niveau indianocéanique
Le 22 janvier 2012, une nouvelle étape du développement de la croche a été franchie avec l'organisation de la première compétition internationale pour cette discipline. Il s'agissait des 1ers Championnats de l'Océan Indien de Croche. Ils se sont déroulés au Centre National de Lutte, dans le complexe sportif Pandit Sahadeo de Vacoas, sur l'île Maurice, sous l'égide de la Mauritius National Wrestling & Allied Games Association, avec l'accord du Comité Olympique Mauricien.
Voici les podiums des 1ers Championnats de l'Océan Indien (2012) :
120 kg
1. Hercule Jolicoeur (lutte, île Rodrigues)
2. Mike Genave (lutte, île Maurice)

96 kg
1. Merrick Félicité (croche, île de la Réunion)

84 kg
1. Jean-Daniel Edouard (lutte, île Rodrigues)
2. Jean-Pascal Cleopatre (grappling, île Maurice)
3. Semi Azi (lutte, île Maurice)

74 kg
1. Lino Charlettine  (croche, île de la Réunion)
2. Chrisno Abdool (lutte, île Rodrigues)
3. Lalaina Rakotoarisom (lutte, Madagascar)

66 kg
1. Antoine Delpuech  (croche, île de la Réunion)
2. Ricaud Ravina (lutte, île Rodrigues)
3. Cédric Adroit (lutte, île Maurice)

60 kg
1. Laurent Pascal (judo, île Maurice)
2. Tonny Verbard (croche, île de la Réunion)
3. Joel Laval (lutte, île Maurice)

55 kg
1. Guilaine Bandou (lutte, île Maurice)
2. Joanne Comolle (lutte, île Maurice)
3. Jossen Jameer (lutte, île Rodrigues)

Dames toutes catégories
1. Angel Laval (lutte, île Maurice)
2. Chevrine Le Désiré (grappling, île Maurice)
3. Anne-Lise Théodore (lutte, île Maurice)

3- Niveau international dans le cadre de Jeux multisports
La croche atteint une nouvelle dimension comme "sports de démonstration" lors des 9èmes Jeux des Îles de l'Océan Indien. Les 5 et 6 août 2015, dans le cadre de cette compétition multisports (sorte de Jeux Olympiques de l'Océan Indien), la Ligue de Croche (fondée en 2014) organise une compétition internationale (Tournoi de l'Océan Indien) accueillant plusieurs pays de la zone sur l'île de la Réunion, terre natale de la croche. C'est une occasion qui ne se présente que tous les 15 ou 20 ans puisque les JIOI  n'a eu lieu à la Réunion qu'en 1979 et 1998, auparavant. 
Voici les podiums du Tournoi de l'Océan indien de Croche dans le cadre des 9èmes Jeux des Îles de l'Océan Indien (2015) : 
Plus de 100 kg
1. Loïc Balzanet (Réunion), champion de l'océan Indien de croche 2014
2. Johny Marimoutou (Réunion), vice-champion du monde WKF de MMA amateur 2014 et champion de la Réunion de croche 2015
3. Gilles Paulin (Réunion)

Jusqu'à 100 kg
1. Ludovic Grondin (Réunion), champion de la Réunion de croche 2015
2. Jean-Arnaud Virelizier (Réunion)
3. Jeff Ravina (Maurice), 3e des championnats de l'océan Indien de croche 2014

Jusqu'à 92 kg
1. Loïc Bijoux (Réunion), champion de la Réunion de croche 2015
2. Jimmy Mahé (Réunion), champion de la Réunion de croche 2010
3. Fabrice Cuvelier (Réunion)

Jusqu'à 84 kg
1. Olivier Elisabeth (Réunion)
2. Stéphane Payet (Réunion)
3. Lino Charlettine (Réunion), champion de l'océan Indien de croche 2012 (74 kg)

Jusqu'à 77 kg
1. Maxime Aricat (Martinique/Réunion), champion de France et vainqueur de l'Open international de Paris de jiu-jitsu
2. Anthony Lebreton (Réunion)
3. Frédéric Ramsamy-Mouti (Réunion), champion de la Réunion de croche 2011

Jusqu'à 71 kg
1. Wilfrid Sellaye (Réunion), médaillé pour la 3e fois aux JIOI après le bronze (63 kg) en 1998 (lutte libre) et l'argent (66 kg) en 2007 (lutte libre)
2. Mathias Voireau (Réunion)
3. Kévin Tiger (Réunion)

Jusqu'à 65 kg
1. Antoine Delpuech (Réunion), double champion de l'océan Indien de croche 2012 et 2014
2. Lewis Bordier (Réunion)
3. Alexis Bour (Réunion)

Jusqu'à 59 kg
1. Sébastien Turpin (Réunion),
2. Benoît Grimaud (Réunion), champion de la Réunion de croche 2015 (54 kg)
3. Dylan Latchimy-Anandy  (Réunion), champion de la Réunion de croche 2015 (59 kg)

Jusqu'à 54 kg
1. Dawson Blard (Réunion)

2 ex æquo. François Rakotoarinala (Madagascar), médaillé pour la 3e fois aux JIOI après l'or en 1990 (48 kg) et 2007 (55 kg) (lutte libre)
2 ex æquo. Bienvenu Andiramalala (Madagascar), vice-champion d'Afrique de lutte libre (54 kg)
Dames toutes catégories
1. Gaëlle Shun-Chuen (Réunion)
2. Ranini Cundasawmy (Maurice), 3e aux championnats du monde 2014 de boxe française assaut (48 kg)
3. Dina Tsilavina Miora (Madagascar), 3e aux JIOI 2007 en lutte libre (51 kg)

Dames Jusqu'à 50 kg (croche bataille)
1. Ranini Cundasawmy (Maurice), 3e aux championnats du monde 2014 de boxe française assaut (48 kg)
2. Dina Tsilavina Miora (Madagascar), 3e aux JIOI 2007 en lutte libre (51 kg)

## Techniques
La Croche est une forme de lutte traditionnelle mais contrairement à la plupart d’entre elles, l’action ne s’arrête pas une fois qu’un des deux adversaires est tombé au sol. Il faut continuer jusqu’à ce qu’un des deux se soumette en tapant le sol, s’il ne peut plus parler, ou en criant « Arrête ! » ou « La paix ! ». De là vient la devise de ce sport : "Je lutte pour la paix !".
Les clés, strangulations, compressions, immobilisations diverses sont utilisées, sans usage à des prises sur les vêtements. D’ailleurs, la tenue recommandée est simple : un short cycliste (noir comme la roche basaltique de la Réunion) et un lycra rouge (comme le volcan de la Fournaise) ou bleu (comme l'Océan Indien) pour limiter les saisies.
À partir de 2015, un deuxième style de croche, minoritaire mais attesté par les témoignages des plus anciens témoins, va être proposé aux pratiquants contemporains : la croche avec frappes appelée en créole : "croche bataille" (ou "kros batay"). Compte tenu des témoignages principalement issus de la communauté « cafre » de la Réunion, il s'agit probablement d'une synthèse de la croche (préhension) et de la boxe malgache sakalava : le moraingy.